# Helena van Silezië

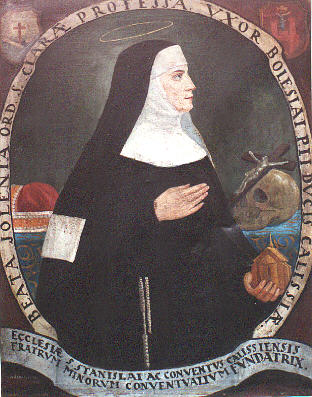
Helena van Silezië

Helena of Jolenta (Esztergom, 1235 - Gniezno, 11 juni 1298) was een dochter van koning Béla IV van Hongarije en een zuster van de heilige Margaretha van Hongarije.
Zij werd opgevoed door haar oudere zuster, de heilige Cunegonda van Polen, echtgenote van koning Bolesław V van Polen. Jolenta huwde in 1256 met Boleslaus V van Kalisz, die zij drie dochters schonk:
- Elisabeth (1263 - 1304), gehuwd met hertog Hendrik V van Silezië,
- Hedwig (1266 - 1339), gehuwd met Wladislaus de Kleine, koning van Polen,
- Anna (1268-), non in Gniezno.

Toen Boleslaw in 1279 stierf, trad Jolenta met haar zuster Cunegonda in het klooster van de Arme Clarissen, dat Cunegonda in Sandeck had gesticht. Later werd Helena abdis van het klooster van Gniezno, dat zij zelf had gesticht.
Zij werd in 1827 zalig verklaard door paus Leo XII. Haar feestdag is op 11 juni.